# Iglesia de la Asunción de Nuestra Señora (Forcall)
La iglesia parroquial de la Asunción de Nuestra Señora, en el municipio de Forcall en la comarca de Los Puertos de Morella, en la provincia de Castellón, es un templo parroquial católico, catalogado como Bien de Relevancia Local según la Dirección General de Patrimonio Artístico de la Generalidad Valenciana, con el código 12.01.061-007.

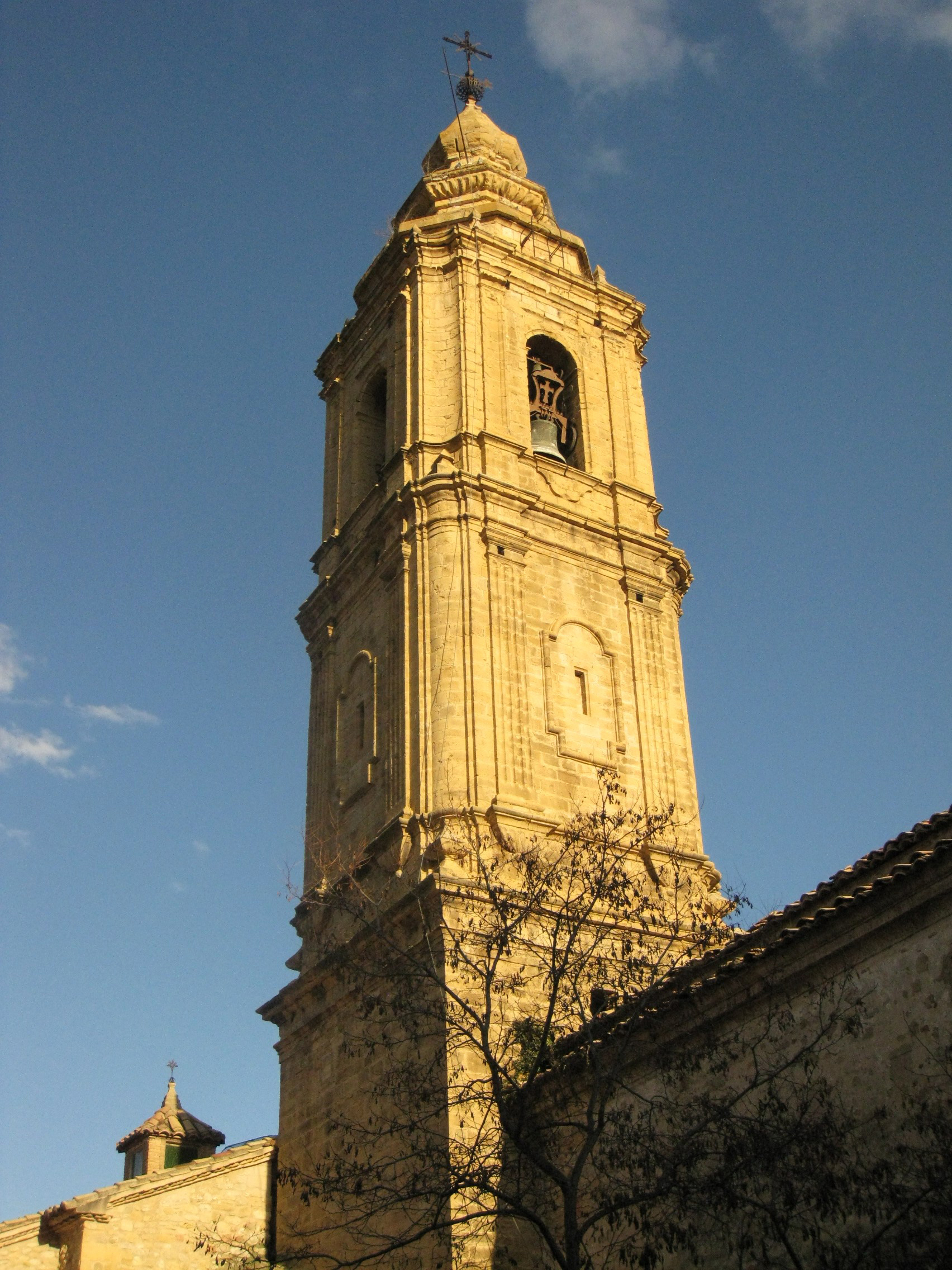
Campanario

El actual edificio, que data del siglo XIX, está construido sobre la antigua iglesia gótica datada en el siglo XIII y XIV y que fue destruida durante las sucesivas guerras carlistas, que tuvieron lugar en el siglo XIX; quedando sólo de la primitiva edificación el ábside, con el presbiterio (con templete y falsa girola), así como algunas ventanas, gárgolas, un rosetón.
La iglesia presenta un estilo arquitectónico neoclásico con una sencilla fachada y un campanario que completa el conjunto, y que está construido siguiendo las pautas del orden jónico. Aprovechando la necesidad de reconstruir la iglesia, se llevó a cabo una ampliación de la misma, lo que les ayudó a disimular los restos de la anterior edificación con las formas y decoraciones que siguen las pautas del orden corintio.
La iglesia está dedicada a la Asunción de Nuestra Señora, por lo que en el altar mayor está dedicado a la Asunción de la Virgen, por su parte, la construcción presenta unas nueve capillas laterales con sus respectivos altares dedicados, tanto a diferentes advocaciones marianas como de santos como a diversos santos como por ejemplo: Nuestra Señora del Rosario, Nuestra Señora de la Consolación, Nuestra Señora del Carmen, Nuestra Señora de los Dolores, San José, San Antonio, y San Víctor. Para su construcción se emplearon diversos materiales destacando el uso de mampostería, ladrillo cara vista (utilizado por ejemplo en los sobre zócalos de sillares) o sillares.

## Historia
El 9 de agosto de 1835 fue parcialmente destruida por un incendio provocado, porque se consideraba que el edificio era empleado como refugio para las tropas de Isabel II durante el conflicto de la guerra de los Siete Años. Con lo poco que se salvó del edificio gótico, se inició la reconstrucción y ampliación de la iglesia entre 1849 y 1855. Según consta en el Catálogo del Patrimonio Arquitectónico de los Puertos de Morella y la Tenencia de Benifassar, planos para la reconstrucción era inicialmente de Juan Marzó y Pardo (1831), arquitecto valenciano. Pese as que entre 1834 y 1845 se presentaron planos de una nueva propuesta de reconstrucción y ampliación, por parte de otros arquitecto valenciano, Vicente Belda y Selva, se siguió con los planos iniciales.